# Tanel Tein
Tanel Tein (ur. 10 stycznia 1978 w Tartu) – estoński koszykarz, występujący na pozycji rzucającego obrońcy, reprezentant kraju.

## Osiągnięcia
Stan na 26 kwietnia 2022, na podstawie, o ile nie zaznaczono inaczej.

### Drużynowe
- Mistrz Estonii (2000, 2001, 2007, 2008, 2010)
- Wicemistrz:
  - Estonii (1996, 2002)
  - Polski (2004)
- 3. miejsce w lidze niemieckiej (2005)
- Zdobywca pucharu:
  - Estonii (2000–2002, 2009)
  - Polski (2004)
- Finalista Pucharu Estonii (2001, 2005–2007)
- Uczestnik międzynarodowych rozgrywek:
  - Euroligi (2003/2004)
  - Eurocup (2004–2006)
  - EuroChallenge (2008–2010)

### Indywidualne
- Estoński koszykarz roku (2008)
- MVP:
  - ligi estońskiej (2001, 2002, 2006)
  - play-off (2000, 2001)
  - finałów ligi estońskiej (2007)
- Zaliczony do I składu ligi estońskiej (2001, 2006–2008)
- Lider ligi estońskiej w asystach (2002 – 4,73)[3]

### Reprezentacja
Seniorskie
- Uczestnik:
  - mistrzostw Europy (2011) – 14. miejsce
  - kwalifikacji do Eurobasketu (1999, 2001, 2003, 2005, 2007, 2009)

Młodzieżowe
- Uczestnik kwalifikacji do Eurobasketu U–22 (1996, 1998)